# Chesterton (Warwickshire)

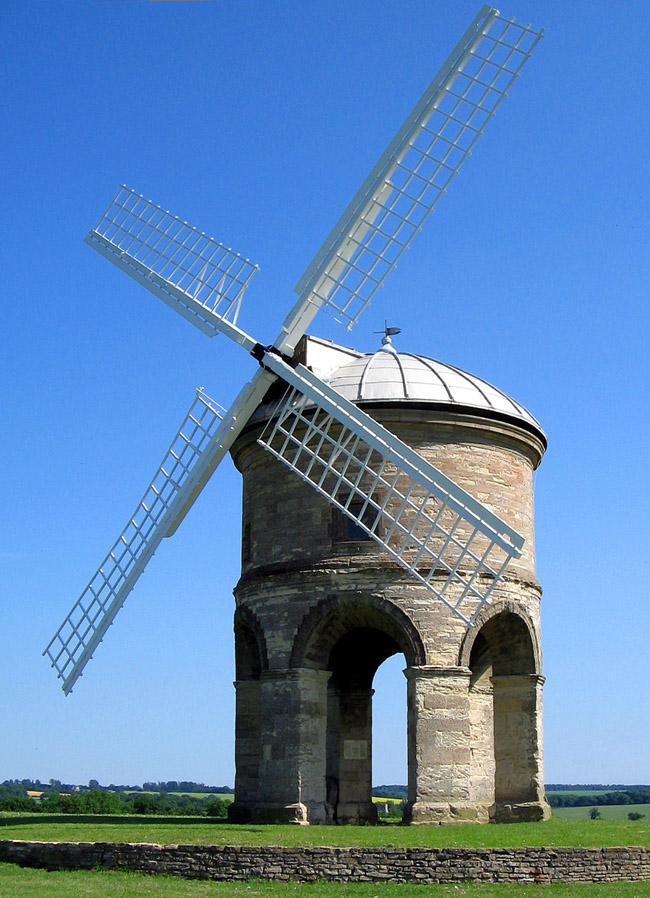
Windmühle Chesterton

Chesterton ist ein kleines Dorf in der Grafschaft Warwickshire in England.

## Lage
Der Ort mit verstreut liegenden Anwesen liegt ca. 11 
km südöstlich von Warwick im Stratford-on-Avon-Distrikt nahe dem Fosse Way.

## Geschichte
Berühmt wurde er wegen seiner außergewöhnlichen, ca. einen Kilometer nordnordwestlich gelegenen, weltweit einmaligen Turmwindmühle gleichen Namens mit einem Sockel aus sechs Arkaden aus dem 17. Jahrhundert. Im Dorf finden sich noch Ruinenreste des ehemaligen, wegen seiner Architektur berühmten Chesterton Manors (1657/62–1802) der Familie Peyto, die im Dorf seit der Mitte des 14. Jahrhunderts herrschte. Wegen eines Erbschaftsstreites wurde es zerstört. Die Pfarrkirche St. Giles der Pfarre Chesterton und Kingston stammt aus dem 12. Jahrhundert.